# Rouslan et Ludmila (opéra)
Pour les articles homonymes, voir Rouslan et Ludmila.
Rouslan et Ludmila (en russe : Руслан и Людмила ; en orthographe précédant la réforme de 1917-1918 : Русланъ и Людмила) est un opéra russe du XIXe siècle en cinq actes et huit tableaux composé entre 1837 et 1842 par Mikhaïl Glinka, d'après le poème éponyme de Pouchkine.
La mort de Pouchkine dans le fameux duel l'empêcha d'écrire le livret lui-même. Le livret fut mis au point par Valerian Chirkov, Nestor Koukolnik, N. A. Markevitch, M. Guedeonov et Glinka lui-même.

## Premières représentations
La création de l'opéra eut lieu à Saint-Pétersbourg, le 9 décembre 1842, au Théâtre impérial Bolchoï Kamenny. Quatre ans plus tard en 1846 il fut donné à Moscou au Théâtre Bolchoï. L'œuvre ne reçut pas un grand succès, mais fut appréciée par Franz Liszt, qui en écrira quelques transcriptions pour piano. Depuis elle a été jouée plus de 700 fois au Bolchoï de Moscou dans neuf mises en scène différentes.
L'opéra fut créé à Londres le 4 juin 1931 et aux États-Unis à New York le 26 décembre 1942 dans une version de concert et pour la première fois sur scène à Boston le 5 mars 1977 par la troupe de Sarah Caldwell. La première française a eu lieu en 1930 par l'Opéra russe à Paris.

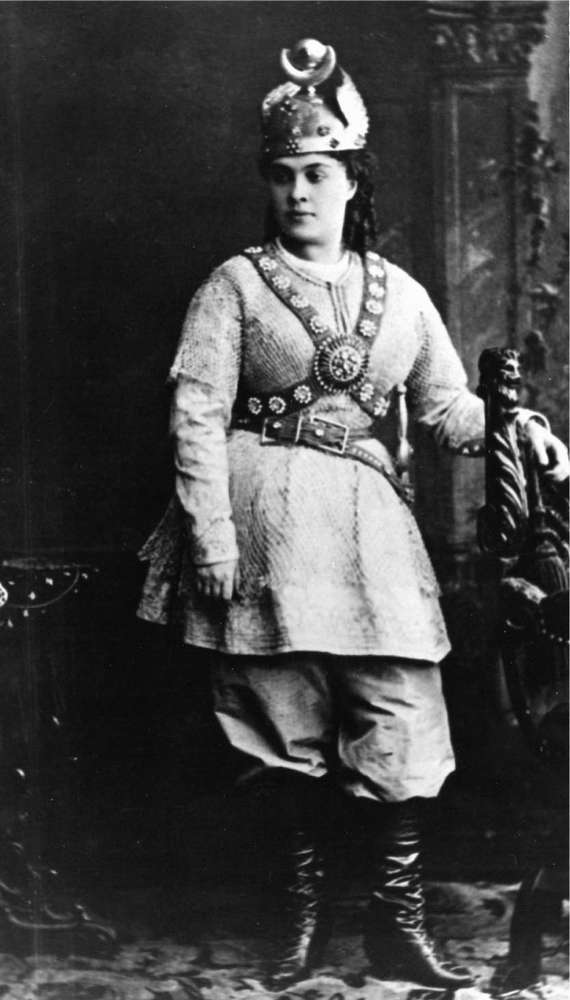
Aleksandra Krutikova en Ratmir (1880s)
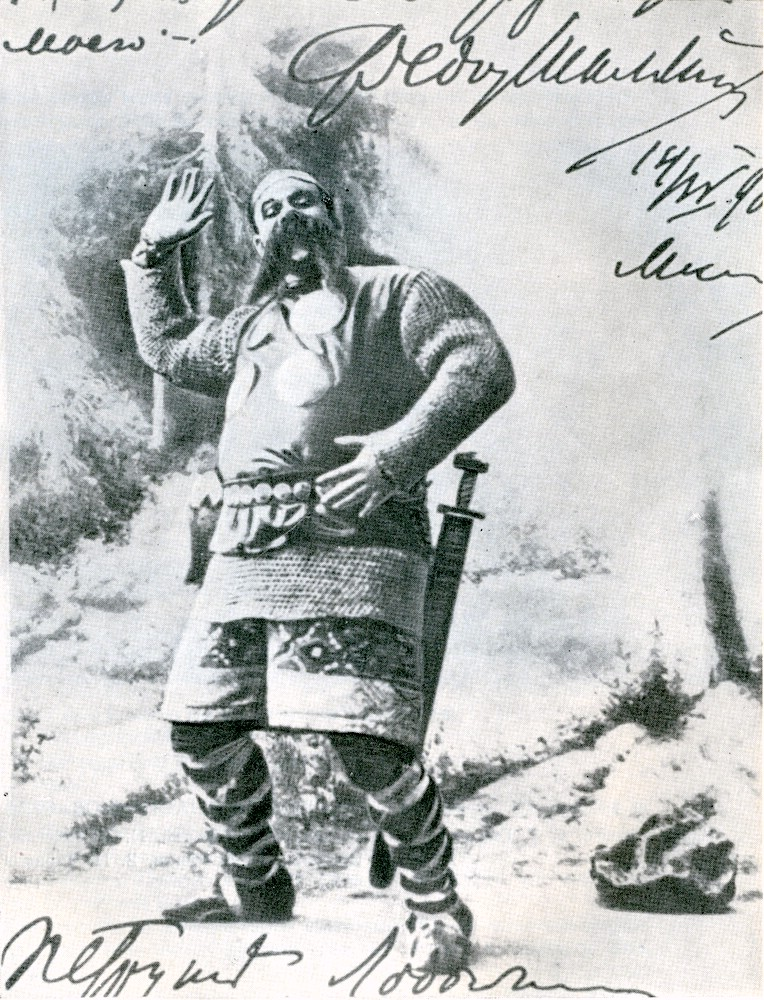
Fédor Chaliapine en Farlaf (1901)
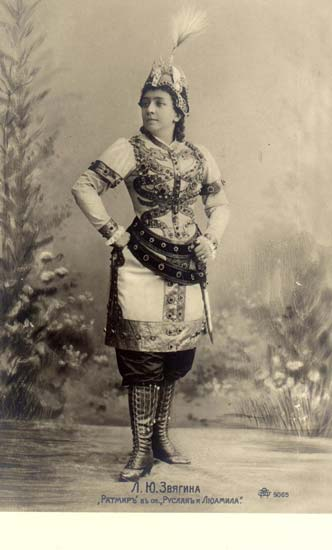
Lidiya Zvyagina en Ratmir (1900s)
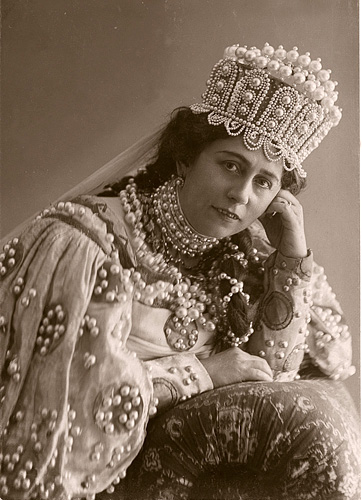
Antonina Nezhdanova en Ludmila (1911)

## Rôles
| Rôle | Voix          | Saint-Pétersbourg, 9 décembre 1842 Direction : Karl Albrecht | Moscou, 1846 Direction : Ivan Iogannis | Bolchoï, 2 novembre 2011 Direction : Vladimir Jurowski |
| --- | ------------- | ------------------------------------------------------------ | -------------------------------------- | ------------------------------------------------------ |
| Svetozar, Grand Prince de Kiev | basse         | Sergueï Baïkov                                               |                                        | Vladimir Ognovenko                                     |
| Ludmila, sa fille | soprano       | Maria Stepanova                                              | Maria Stepanova                        | Albina Chagimouratova                                  |
| Rouslan, un chevalier de Kiev, fiancé de Ludmila | basse         | Ossip Petrov                                                 | Semen Hulak-Artemovsky                 | Mikhail Petrenko                                       |
| Ratmir, un prince Khazar | contralto     | Anfissa Petrova                                              | Anna Petrova-Vorobyova                 | Yuri Minenko                                           |
| Farlaf, un chevalier Varègue | basse         | Dominic Tozi                                                 | Osip Petrov                            | Almas Svilpa                                           |
| Gorislava, une captive de Ratmir | soprano       | Emiliya Lileyeva                                             | Emiliya Lileyeva                       | Alexandrina Pendatchanska                              |
| Finn, un bon magicien | ténor         | Lev Leonov                                                   | Lev Leonov                             | Charles Workman                                        |
| Naina, une méchante sorcière | mezzo-soprano | Yelizaveta Rïkalova                                          |                                        | Elena Zaremba                                          |
| Bayan, un barde | ténor         | N. Likhansky                                                 |                                        | Charles Workman                                        |
| Chœurs, rôles muets : Fils de Svetozar, chevaliers, boyards, femmes de chambre, nourrices, pages, gardes, serviteurs, stolnics, armée du Prince, peuple, jeunes filles du château enchanté, nains, esclaves de Chernomor, nymphes et ondines |               |                                                              |                                        |                                                        |

## Argument

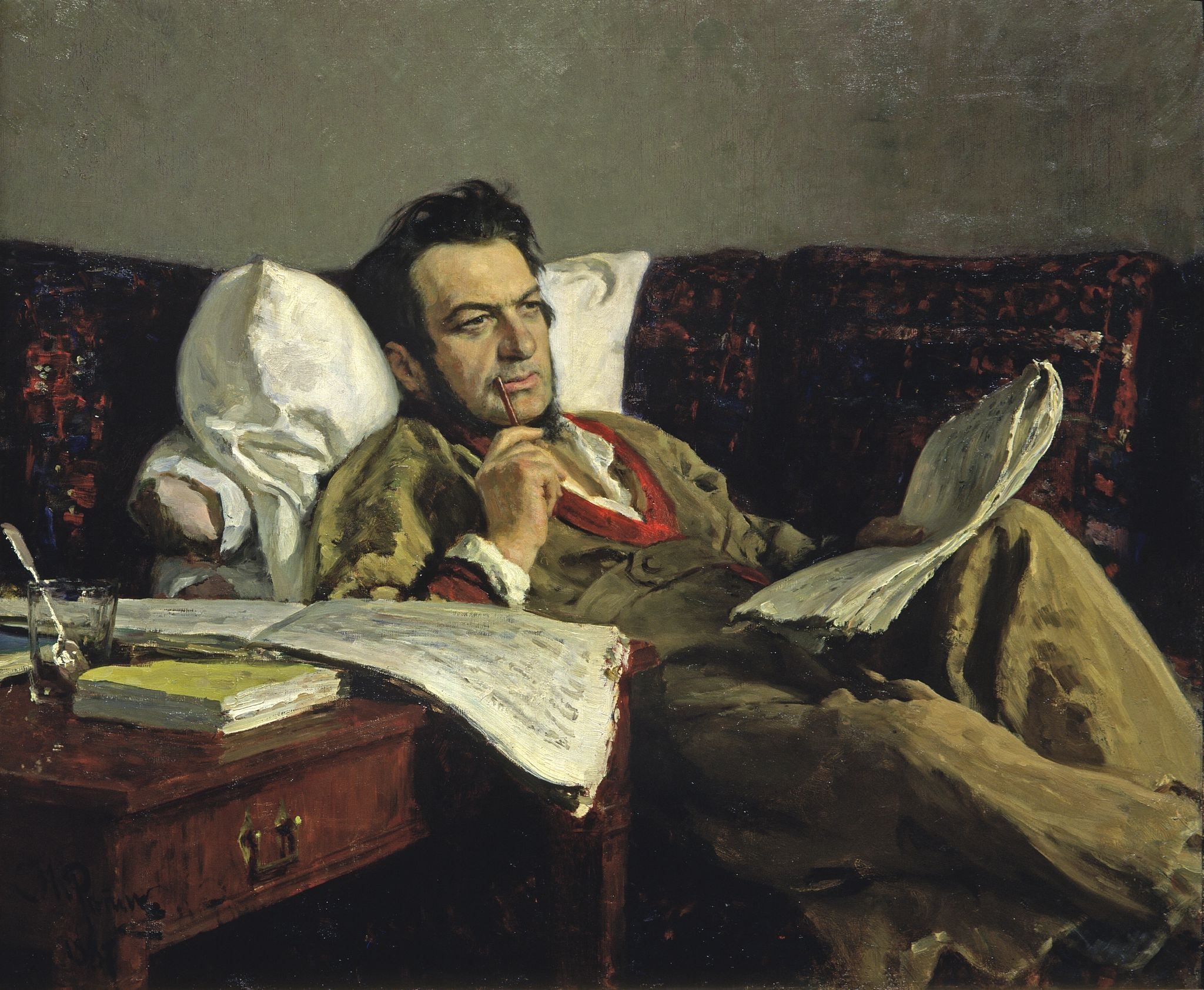
Glinka en train de composer Rouslan et Ludmila par Ilia Répine (1887)

L'action se passe au temps de la Rus' de Kiev à Kiev et dans différents endroits imaginaires.

### Acte I
Dans la salle de banquet de Svetozar, la fête du mariage de Rouslan et Ludmila a lieu. Les invités écoutent Bayan chanter un chant qui prédit le malheur pour les fiancés, suivi du bonheur de l'amour vrai. Ludmila, attristée par l'idée de quitter son père, apporte des mots de consolation à ses prétendants malheureux, Farlaf et Ratmir, puis témoigne de son amour à Rouslan. Svetozar bénit le couple. Soudain l'obscurité se fait et un coup de tonnerre retentit. L'assistance est paralysée par un sort pendant que deux monstres emportent Ludmila. Quand la lumière revient et que tout le monde reprend ses esprits, ils sont pris de panique devant la disparition de Ludmila. Svetozar promet la moitié de son royaume et la main de Ludmila à celui qui la ramènera. Les trois prétendants se préparent pour le voyage à la recherche de Ludmila.

### Acte II
Tableau 1
Rouslan arrive à la grotte du gentil sorcier Finn qui lui dit que le méchant sorcier Tchernomor s'est enfui avec Ludmila et que Rouslan est l'homme qui le détruira. Rouslan demande à Finn pourquoi il vit dans ce désert, et Finn raconte son histoire d'il y a longtemps, quand il était berger dans sa patrie lointaine (il dit qu'il est un "Finn") et qu'il était tombé amoureux d'une fille très belle nommée Naina. Quand elle repoussa sa déclaration d'amour, il partit à la guerre pour ramener un butin. De retour avec son butin, il le montra à Naina, mais à nouveau elle le repoussa. Alors il se résolut à étudier la magie pour la gagner ; de nombreuses années après et par la magie, finalement il fit appel à une vieille femme aux cheveux gris et bossue – c'était Naina, qui était maintenant folle amoureuse de lui. Il s'enfuit loin d'elle et était resté caché d'elle jusque-là. Pour l'avoir abandonnée, Naina est consumée par une haine vengeresse qui retombe aussi sur Rouslan. L'assurant qu'on ne fera pas de mal à Ludmila, Finn conseille à Rouslan d'aller vers le nord et les deux hommes s'en vont dans des directions opposées.
Tableau 2
Dans un endroit désert, le poltron Farlaf se demande s'il doit continuer à chercher Ludmila, quand la vieille Naina s'approche de lui. Elle lui promet d'obtenir Ludmila pour lui et d'envoyer Rouslan au loin. Elle disparaît et Farlaf se réjouit de son triomphe.
Tableau 3

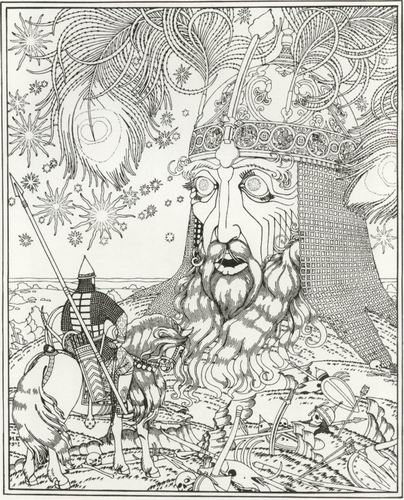
Rouslan rencontrant la Tête, par Ivan Bilibine.

Rouslan, étant arrivé dans un désert plein de brouillard jonché d'armes et d'ossements d'une bataille passée, se demande quelle est la cause de ce spectacle et s'il va subir le même sort. Il choisit un nouveau bouclier et une nouvelle lance pour remplacer ses armes brisées mais il ne peut trouver une épée assez lourde pour compléter son équipement. Quand le brouillard se lève, une tête géante apparaît et souffle à travers ses lèvres pour soulever une tempête pour emporter Rouslan au loin. Quand Rouslan frappe la tête de sa lance, la tête tombe et révèle en dessous une épée. Il la prend et demande à la tête d'où elle vient. En mourant, la tête explique qu'elle était autrefois un géant, et que son frère est le méchant sorcier nain Tchernomor. L'épée était destinée à les tuer tous les deux ; pour contrer le sort fatal, Tchernomor usa de ruse avec le géant, le décapita, et envoya sa tête vivante loin dans le désert pour cacher l'épée sous elle. Avec l'épée maintenant dans les mains de Rouslan, la tête appelle à la vengeance sur Tchernomor.

### Acte III
Des jeunes femmes séduisent les voyageurs qui passent pour les faire entrer dans le château magique de Naina. Gorislava apparaît, cherchant Ratmir, qui l'a prise comme captive puis l'a abandonnée. Après son départ, Ratmir arrive lui-même et tombe sous le charme des jeunes femmes qui le séduisent avec leurs danses. Le dernier invité attiré dans le château est Rouslan qui oublie Ludmila en voyant Gorislava. Soudain Finn apparaît ; après avoir annoncé un heureux dénouement pour Ratmir avec Gorislava, et pour Rouslan avec Ludmila, le château se transforme en forêt où ils décident de secourir Ludmila.

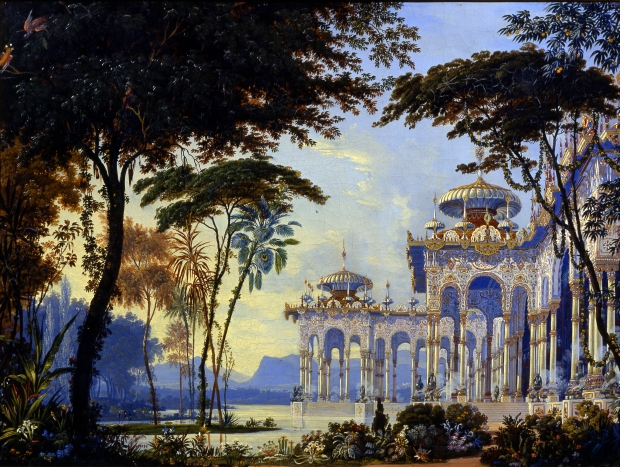
Les jardins de Tchernomor, par Andreas Roller (1842)

### Acte IV
À l'intérieur des jardins magiques de Tchernomor, Ludmila a la nostalgie de Rouslan et résiste à l'influence des enchantements. Tchernomor avec sa suite arrive ; des danses ont lieu. Une trompette signale un défi lancé par Rouslan. Tchernomor endort Ludmila et va combattre Rouslan, qui revient rapidement sur la scène portant triomphalement autour de son heaume la barbe de Tchernomor. Bien qu'il soit désappointé par l'état de Ludmila, Rouslan, avec Ratmir et Gorislava, décide de retourner à Kiev avec Ludmila pour y chercher l'aide de magiciens. Les anciens esclaves de Tchernomor suivent librement.

### Acte V
Tableau 1
Dans une vallée sous le clair de lune, Rouslan, Ratmir, et Gorislava, avec Ludmila, campent pour la nuit. Ratmir, qui monte la garde, s'inquiète pour Rouslan, puis exprime son bonheur d'être réuni à Gorislava. Soudain les esclaves annoncent que Ludmila a encore été enlevée et que Rouslan est parti à sa recherche. Finn apparaît et donne à Ratmir un anneau magique qui réveillera Ludmila quand elle sera ramenée à Kiev.
Tableau 2
Ludmila est endormie dans la salle de banquet de Svetozar. En fait, Farlaf, avec l'aide de Naina, a enlevé Ludmila et l'a ramenée à Kiev pour se faire passer pour son sauveur. Cependant il est incapable de la réveiller. Rouslan, Ratmir, et Gorislava arrivent. Rouslan apporte l'anneau magique à Ludmila et elle se réveille. Comme une vue de Kiev apparaît, le peuple de réjouit et loue ses dieux, sa patrie et le jeune couple.

## Analyse

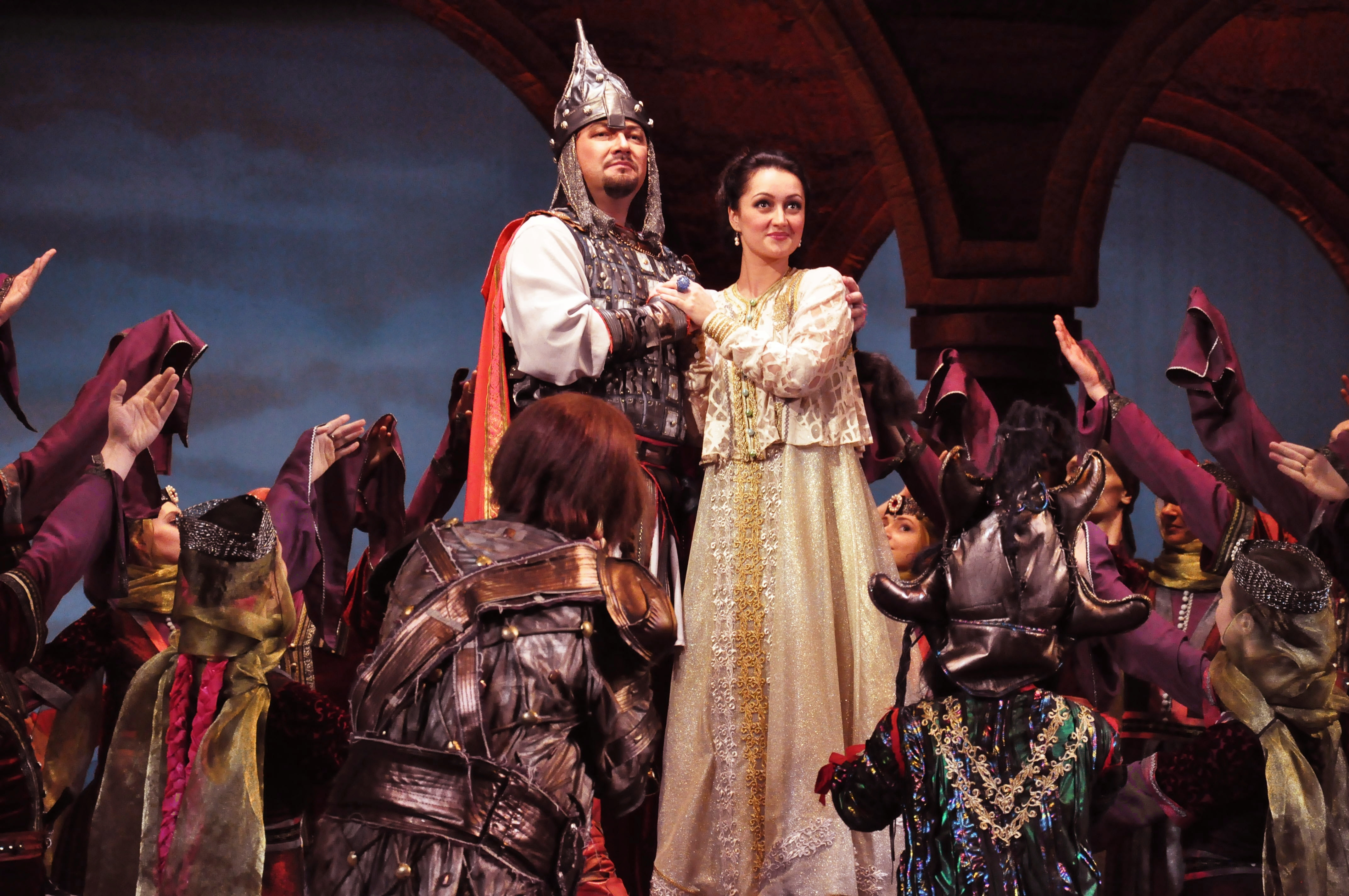
Irina Bojenko et Andreï Rechetnikov dans Rouslan et Ludmila à l'opéra d'Ekaterinbourg (2014).

Comme avec Une vie pour le tsar, Rouslan utilise plusieurs aspects de la musique populaire russe ; on peut noter aussi l'utilisation remarquable de dissonances, de chromatisme, de gammes par tons, et d'éléments orientaux.
L'ouverture exubérante est le morceau le plus connu à l'ouest. Un fait remarquable dans l'acte I est l'usage du piano et de la harpe pour suggérer le timbre des gousli. La dette de Glinka aux modèles occidentaux est très apparente dans le rondo de Farlaf, une imitation russe de l'air Largo al factotum de Figaro du Barbier de Séville de Rossini.
Avec Une vie pour le tsar, ce deuxième opéra de Glinka a confirmé la naissance de l'opéra national russe qui devait être menée à bien par la nouvelle génération de compositeurs russes. En particulier, Rouslan a servi de modèle pour les opéras basés sur des contes comme Sadko ou Le Conte du tsar Saltan de Nikolai Rimsky-Korsakov.

## Enregistrements
- 1938, Samuil Samosud (direction), Orchestre et Chœur du Bolchoï, Maxime Mikhaïlov (Svetozar), Valeria Barsova (Ludmila), Mark Reisen (Rouslan), Elizaveta Antonova (Ratmir), Vassili Loubentchov (Farlaf), Elena Slivinskaïa (Gorislava), Nikandre Khanaïev (Finn), Ludmila Stavrovskaïa (Naïna), Solomon Khromtchenko (Bayan).
- 1995, DVD Video Valery Gergiev (direction), Orchestre du Kirov, Chœur et Ballet de Saint-Pétersbourg, en coopération avec l'Opéra de San Francisco, Anna Netrebko (Ludmila),Vladimir Ognovenko (Rouslan),Larissa Diadkova (Ratmir), Guennady Bezzoubenkov (Farlaf), Galina Gortchakova (Gorislava)